# Budoni
Budoni est une commune italienne de la province de Sassari dans la région Sardaigne en Italie.

## Géographie
Budoni (en logoudorais Budùne, en gallurais Budòni) est une commune de 5.201 habitants de la province de Sassari, appartenant précédemment à la province de Nuoro et passée récemment à la nouvelle province à la suite d'un référendum.
Le territoire de Budoni se situe dans une zone géographique connue sous le nom historique de Baronia. La commune s'étend au nord-est de la Sardaigne, confinant aux territoires de Posada au sud, ceux de San Teodoro au nord, et ceux de Torpè à l'ouest. Criques, falaises, et longues plages de sable blanc dessinent les contours de ce territoire à l'est.
Sa position géographique en fait l'un des principaux centres touristiques non seulement de la côte est, mais aussi de la Sardaigne.

## Histoire
Sur l'ensemble du territoire, quelques monuments témoignent de la présence dans cette région dès la période néolithique (env. 4000 av. J.-C.). La présence de ces anciennes populations est liée à la rivière Salamaghe qui rendit fertile le territoire environnant, permettant à ces personnes de se procurer le nécessaire pour survivre. Le monument le plus important de cette époque est la Domus de Janas (littéralement "maison des fées") de L'Agliola dans le hameau de Solità. Il s'agit d'une sépulture creusée dans la roche schisteuse, avec une seule cavité dont une niche sur le côté droit. Le monument fut protégé par décret ministériel en 1976.
Plus visibles sont les traces laissées par les populations nuragiques (env. 1700-800 av. J.-C.), même si quelques rares monuments subsistent, comme le nuraghe Su Entosu et le nuraghe Conca 'e Bentu, peu encore subsistent en raison de leur destruction; soit par la récupération des pierres, soit par les fouilles clandestines.
Les témoignages de l'époque romaine sont maigres, même si sur l'ensemble du territoire se retrouvent d'abondants fragments de céramique de cette période, dont les voyageurs de la fin du XIXe siècle se rappelaient encore les vestiges des anciens bourgs, à commencer par Agrustos.
À l'époque romaine tardive, l'actuel Budoni surgit de l'escale portuaire d'Augustus Populus, aujourd'hui connu sous le nom de Agrustos, une petite bourgade voisine au noyau principal du village.
Après la chute de l'Empire romain s'intensifièrent les invasions barbares, de sorte que les gens se retirèrent vers les collines, plus sûres.
C'est seulement au Moyen Âge que le territoire fut réoccupé par des populations consacrées à l'agriculture et au pastoralisme principalement originaires de l'intérieur de la Sardaigne.
À l'époque des Judicats (1000 - 1420 ap. J.-C.) la région de Budoni appartient au judicat de Gallura (curatelle de Posada), puis passe sous domination pisane. Dans le "Liber fondachi" - registre des biens de l'île appartenant à la cité de Pise - sont mentionnées la villa de Sortinissa et celle de Tamarispa comme tributaires du fisc pisan.
L'éminent médiéviste Dionigi Panedda place, presque avec certitude, la villa Sortinissa dans le hameau de San Pietro, et celle de Tamarispa à proximité du hameau actuel du même nom, tandis que le nom de Sortinissa s'est perdu du fait que la villa déclina déjà dès le début du XVe siècle. Le destin de la région de Budoni est lié à la ville de Posada et subit différents événements, tant durant la domination aragonaise, tant durant la domination espagnole et de Savoie.
À partir de 1958 le petit centre devient commune autonome, commençant un nouveau chapitre de son histoire.

## Économie
Aujourd'hui quasi totalement reconvertie au tourisme balnéaire, l'économie était dans le passé totalement axée sur l'élevage et l'agriculture. Toutefois, cette dernière représente encore aujourd'hui un secteur important de l'économie locale.
À Budoni même, il y a peu d'industries. Dans la Zona Industriale, qui a été mise en place depuis 2000 à l'extérieur du village, travaillent surtout des artisans et de petites entreprises de construction qui bénéficient de l'importante activité de construction. Budoni vit surtout du tourisme de vacances. En été, la station balnéaire peut accueillir jusqu'à 70 000 hôtes.

## Culture
Budoni est une commune bilingue, il est parlé aussi bien le dialecte gallurais (au nord) que le dialecte logoudorais (au sud), puisque le centre du village (église) représente la limite linguistique entre ces deux dialectes Sardes.
Cependant, le logoudorais est majoritaire, et parlé par environ 80 % de ses habitants.
Typique de cette région de la Sardaigne, à la frontière avec la zone géographique de la Gallura, sont les hameaux connus sous le nom de Stazzi. Par exemple, le Stazzu de San Pietro fournit une idée de ce qu'était un vieux village sarde.
Un hameau d'une importance particulière pour le tourisme est Ottiolu, près duquel se trouve la marina éponyme, point de départ pour les excursions dans le parc marin de Tavolara et Molara. Le port de plaisance d'Ottiolu possède environ 445 places de bateaux.
Près de la mer, de nombreux étangs saumâtres (stagno) abritent une riche faune aquatique, étapes immanquables des routes migratoires des colonies de flamants roses.

## Sport
La principale équipe de football de Budoni est le Budoni Calcio. En quelques années, l'équipe, grâce à d'importants investissements du Président Giovanni Sanna, du soutien de nombreuses autres entreprises, et de la contribution des supporters, a atteint les sommets du football amateur sarde. Le club est arrivé deux années consécutives aux playoffs nationaux, avant de perdre deux fois en finale. Dans la saison 2007/2008, sous la direction de l'entraineur Luigi Alvardi, l'équipe a remporté la promotion de la série D, remportant le Championnat d'Excellence avec 67 points, 9 de plus que son voisin San Teodoro.
En 2009, le Budoni Calcio se classe 7e de son groupe (Girone G) en Serie D. À la fin de la saison 2009-2010, l'équipe termine à la 10e place, et en 2011 à la 8e place. En 2012, les play-offs sont atteints. Pour la saison 2013, l'équipe est reléguée, puis finalement repêché.
Les autres sports pratiqués à Budoni sont le handball, le ball-trap, et le judo.

## Événement commémoratif
Le 29 août se tient la fête de San Giovanni Battista (Saint Jean Baptiste), saint patron de Budoni :
La fête commence par une procession dans les rues, suivie d'une foule de fidèles en costume sarde accompagnés d'un chœur polyphonique chantant en dialecte sarde. À l'occasion de cette fête sont préparées les origliette, pâtisseries aux œufs, frites et servies avec du miel. En fin d'après-midi depuis le port d'Ottiolu, partent des embarcations avec à leur bord le saint pour une procession en mer.

## Administration
| Période                                  | Période | Identité           | Étiquette                        | Qualité         |
| ---------------------------------------- | ------- | ------------------ | -------------------------------- | --------------- |
| 2018                                     | 2023    | Giuseppe Porcheddu | Lista civica : Dialogo civico    | Sindaco (Maire) |
| 2013                                     | 2018    | Giuseppe Porcheddu | Lista civica : Dialogo civico    | Sindaco (Maire) |
| 2008                                     | 2013    | Pietro Brundu      | Lista civica : Civica per Budoni | Sindaco (Maire) |
| Les données manquantes sont à compléter. |         |                    |                                  |                 |

### Évolution démographique
Habitants recensés

## Hameaux (Frazioni)
Agrustos (Gall.), Berruiles (Gall.), Birgalavò (Gall.), Limpiddu (Log.), Li Troni (Gall.), Ludduì (Gall.), Lu Linnalvu (Gall.), Luttuni (Gall.), Lutturai (Gall.), Maiorca (Gall.), Malamurì (Gall.), Muriscuvò (Log.), Nuditta (Gall.), Ottiolu (Gall.), San Gavino (Log.), San Lorenzo (Log.), San Pietro (Gall.), San Silvestro (Gall.), S'Iscala (Log.), Solità (Log.), Strugas (Gall.), Tanaunella (Log.), Tamarispa (Log.)

### Communes limitrophes
Posada, San Teodoro (Sassari), Torpè

## Jumelages
La commune n'est actuellement pas jumelée.